# Česká zbrojovka a.s.
Česká zbrojovka a.s. (ou simplement CZ, autrefois Česká zbrojovka Uherský Brod) est une entreprise multinationale tchèque, fondée en 1919 à Pilsen et spécialisée dans la fabrication d'armes et de motocyclettes. La société s'installe par la suite à Strakonice.
La production de motocyclettes sous le régime communiste se confond avec celle de l'usine Jawa, deux usines à l'origine bien distinctes dont les chemins vont se croiser pour un destin commun. Jawa en était le haut de gamme (en résumé les monocylindres étaient des CZ, les bicylindres des Jawa). 

## Histoire
C'est en 1919 que la fabrique d'armes Česká Zbrojovka, implantée à Pilsen puis par la suite à Strakonice, commence son activité. Elle se diversifiera rapidement, dès 1920, en commençant à produire des bicyclettes, puis des moteurs adaptables. 1930 voit l'apparition de la première moto CZ.
En 1936, les usines déménagent à Uherský Brod, dans la région de Zlín près de l'actuelle frontière avec la Slovaquie, afin de s'éloigner de la frontière allemande car l'on se prépare à une guerre avec l'Allemagne dirigée par Hitler. Pendant l'occupation, l'usine fabrique des mitrailleuses pour les Messerschmitt de la Luftwaffe.
En 1948, les industries tchèques sont nationalisées. Les réseaux de vente de CZ et de Jawa fusionnent. C'est alors que la production des petites cylindrées est dévolue à CZ et celle des grosses, à partir de 250 cm3, à Jawa.
En 1993, l'entreprise CZ retourne dans le secteur privé. Elle ouvre en 1997 une filiale nord américaine, CZ-USA sise à Kansas City (Kansas), puis rachète Dan Wesson Firearms en 2005.
Depuis 2014, l’entreprise possède une filiale en Slovaquie, du nom de CZ-Slovensko, qui emploie 200 personnes et qui fabrique entre autres des composantes de fusil d’assaut.

## Production de motocyclettes
1930 voit l'apparition de la première moto CZ, une 60 cm3 dont le moteur est situé sur le moyeu de la roue avant. Le premier grand succès de CZ date de 1932 avec un cyclo dont le moteur est cette fois placé dans le cadre. La première vraie moto suivra rapidement, en 1935 : un moteur deux-temps de 150 cm3, suivi ensuite d'un 175 cm3, dotés de la double sortie d'échappement qui caractérisera les CZ jusqu'en 1966.
En 1937, CZ commence à produire une moto de grosse cylindrée (pour l'époque) : une 500 cm3 bicylindres deux-temps.
Česká Zbrojovka tentera de diversifier sa production avec le scooter Čezeta (en), à partir de 1940, équipé à l'origine d'un moteur deux-temps de 98 cm3 qui sera porté à 125 cm3 après guerre, puis à 175 cm3 en 1957. Doté d'une coque autoporteuse, le Čezeta ne rencontra cependant jamais le succès, en partie en raison de son esthétique jugée austère, mais surtout de son poids excessif.
Une moto 125 cm3 monocylindre, également déclinée en version 175 cm3, vendue sous la marque CZ présentant les mêmes caractéristiques que la 350 cm3 bicylindre Jawa (rusticité, graissage séparé, sélecteur/kick) fit également une honorable carrière commerciale à l'ouest du "Rideau de fer", grâce en particulier à un prix canon, inférieur de 40% à celui des motos japonaises de même cylindrée.
En 1993, Cagiva group entre en collaboration avec Česká Zbrojovka pour produire des motos ČZ, Jawa ainsi que des Cagiva (roadster 521, 125 cm3). Cette collaboration prendra fin en 1997, lors des difficultés du groupe Cagiva.

## Production d'armes
Les armes fabriquées sont utilisées aussi bien par l'armée, les services de police que par les chasseurs et tireurs sportifs.
Différents types d'armes sont fabriqués, des carabines à plomb aux fusils de tireur d'élite.
La firme emploie environ 1 800 personnes.

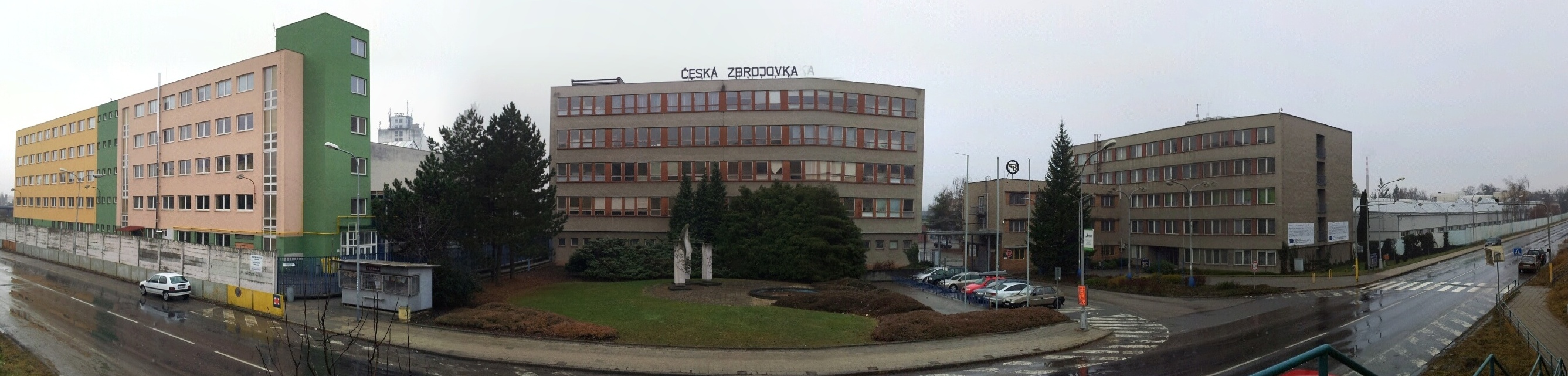
Siège de l'entreprise à Uhersky Brod

En 2016, l'entreprise a fait un bénéfice net de 600 millions de couronnes tchèques (environ 23 millions d'euros) et a exporté ses produits vers 100 pays. En 2017, le GIGN a décidé de se doter de fusils d'assaut CZ BREN 2.
95 % de la production est exportée vers une centaine de pays. La firme fait partie des 10 plus grands fabricants mondiaux d'armes de poing et des 5 plus grands fabricants au monde d'armes automatiques.
Česká zbrojovka a.s. a une société sœur du nom de 4M Systems qui fabrique des protections balistiques. Elle fournit par exemple la police militaire tchèque en T-shirts balistiques (modèle CZ 4M Spirit),.

## Modèles d'arme

### Pistolets

#### ultra-compact
- CZ 92 (en)
- CZ 2075 RAMI
- CZ 2075 RAMI P
- CZ 27
- CZ P-10 M

#### compact
- CZ 83
- CZ 75 COMPACT
- CZ 75 D COMPACT
- CZ 75 D COMPACT (P-01)
- CZ 100
- CZ 110
- CZ P-07
- CZ P-10S
- CZ P-10C

#### standard

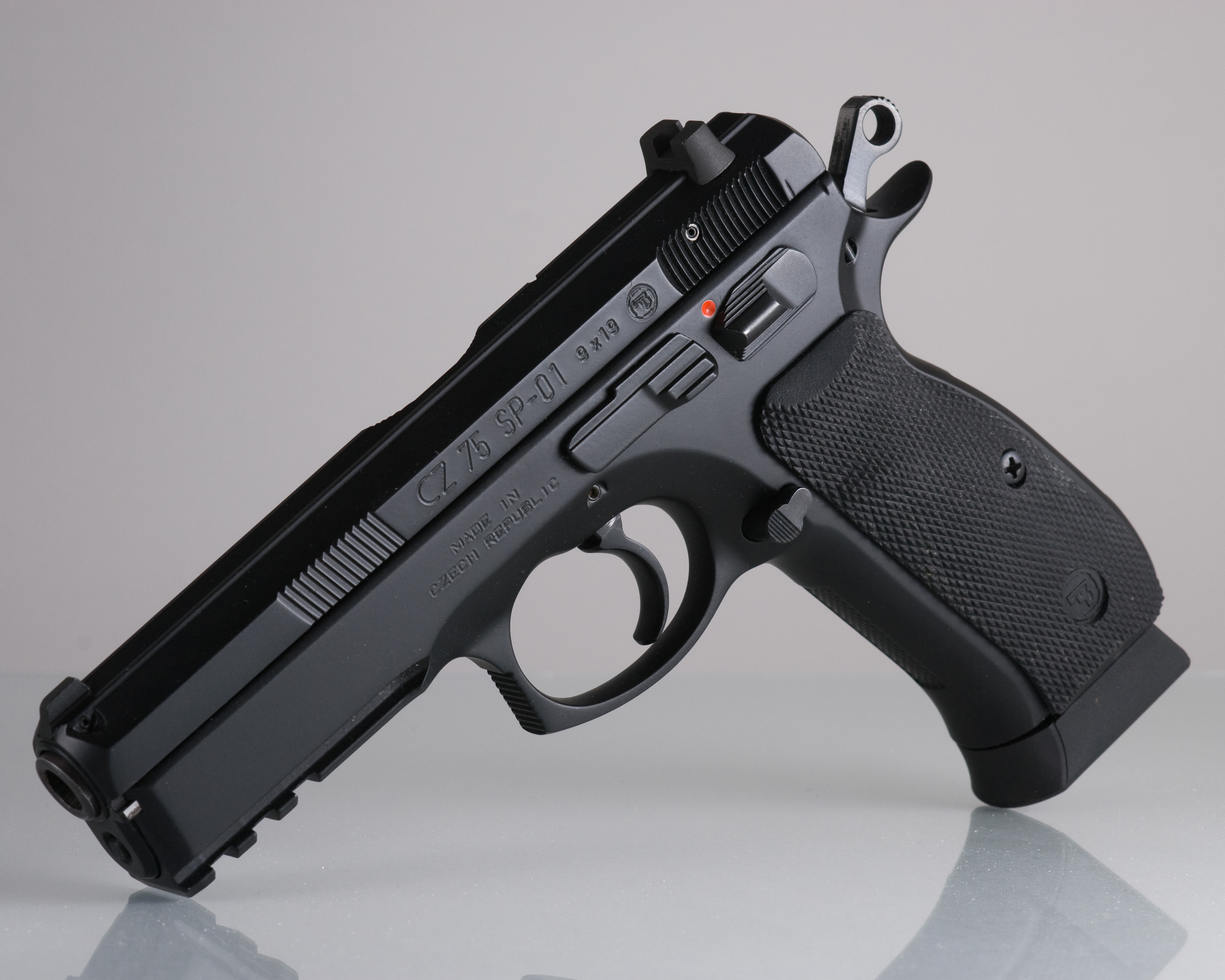
CZ 75 SP-01

- CZ 75

- CZ 75 B
- CZ 75 BD
- CZ 75 KADET
- CZ 85 B
- CZ 85 COMBAT
- CZ 97 B
- CZ 75 SP-01
- CZ P-10F
- CZ P-10SC
- CZ 75 B STAINLESS
- CZ P-09[9]

#### compétition
- CZ 75 CHAMPION
- CZ TACTICAL SPORTS (TS)
- CZ TACTICAL SPORT ORANGE (TSO)
- CZ 75 B SA
- CZ SP-01 SHADOW
- CZ SP-01 SHADOW ORANGE
- CZ SHADOW 2
- CZ SHADOW 2 ORANGE
- CZ SHADOW 2 SA

### Carabines

#### carabines à percussion annulaire
- CZ 452 (différents modèles)
- CZ 455 (différents modèles) - gamme à canon amovible venant remplacer la gamme CZ 452
- CZ 457 (différents modèles) - gamme de 2019 venant remplacer la gamme 455
- CZ 513 (version non élaborée de la CZ 452)
- CZ 511 (semi-automatique) [10].
- CZ 512 et 512 tactical (semi-automatique)

#### carabines à percussion centrale

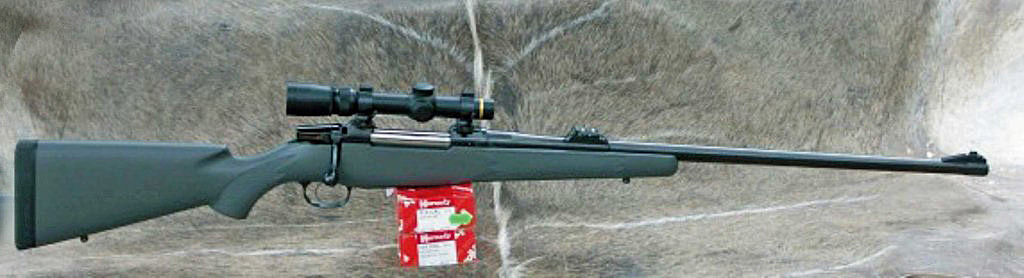
CZ 550

- CZ 527
- CZ 550
- CZ 555
- CZ ZKK 600, 601, 602
- CZ 557

### Fusils de chasse
- BO 801
- BO 802
- CZ SxS

### Fusil de précision
- CZ 750 S1 M1

### Fusils d'assaut

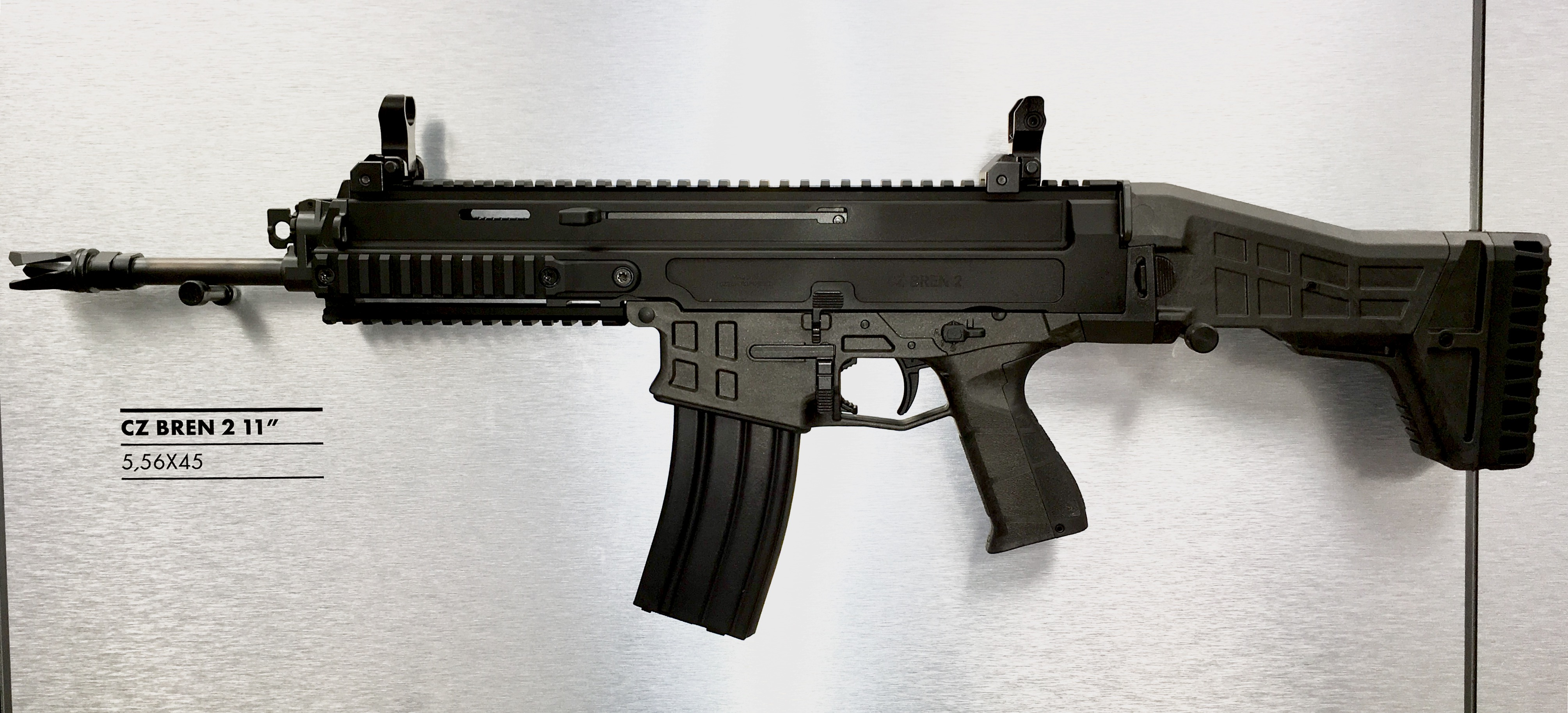
CZ BREN 2 5.56x45mm Otan

- Sa Vz 58
- CZ 805 BREN[11]
- CZ BREN 2

### Pistolet-mitrailleur
- Skorpion VZ61
- CZ Scorpion EVO 3 A1/S1 (A1 pour la version automatique & S1 pour la version semi-automatique)[12]

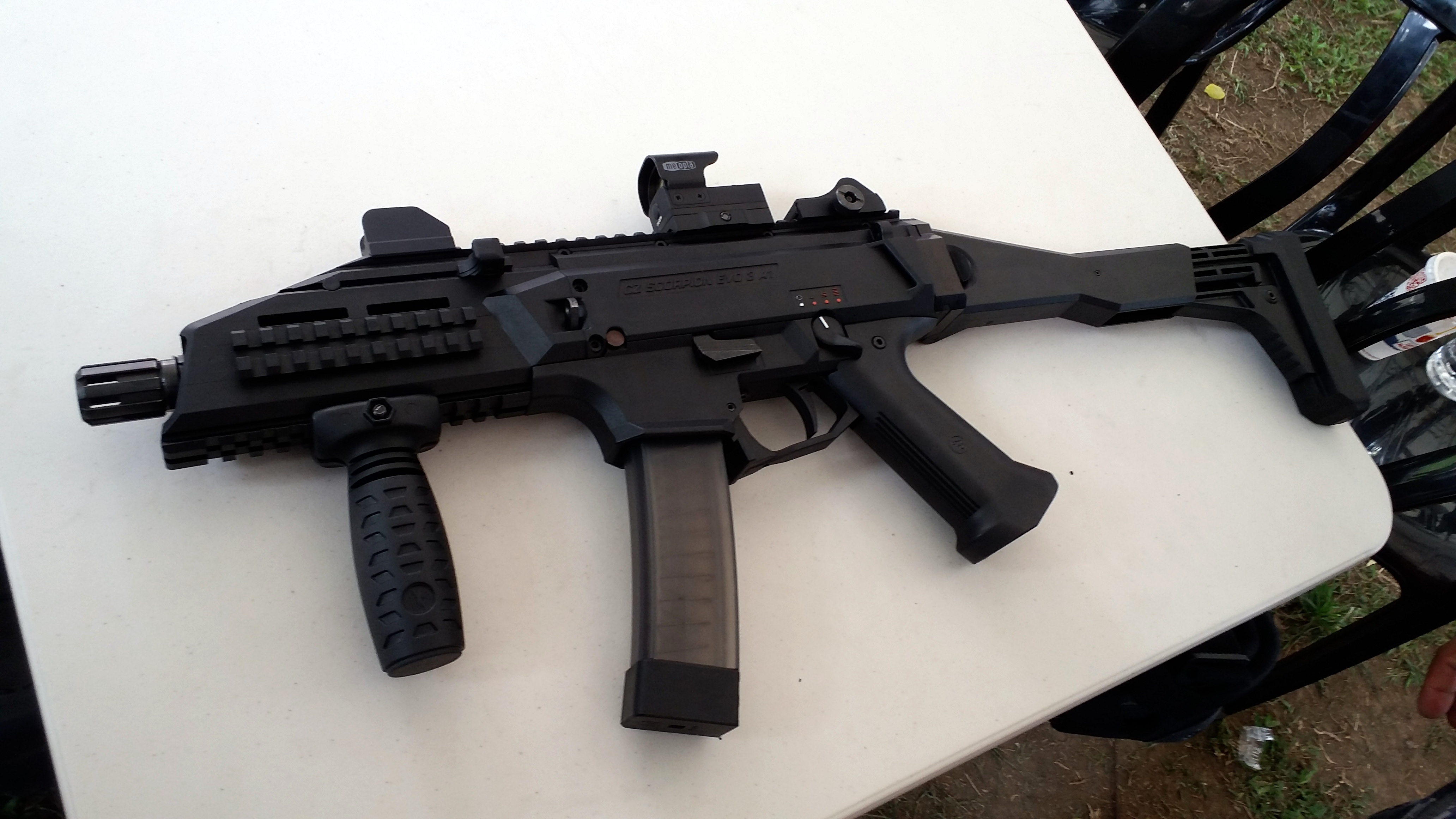
CZ scorpion EVO 3

- CZ Scorpion EVO 3 S1 Carbine

### Air comprimé

#### loisirs
- SLAVIA 630
- SLAVIA 631
- SLAVIA 634

#### compétition
- CZ 200
- CZ 200 S

## Équipe de tir

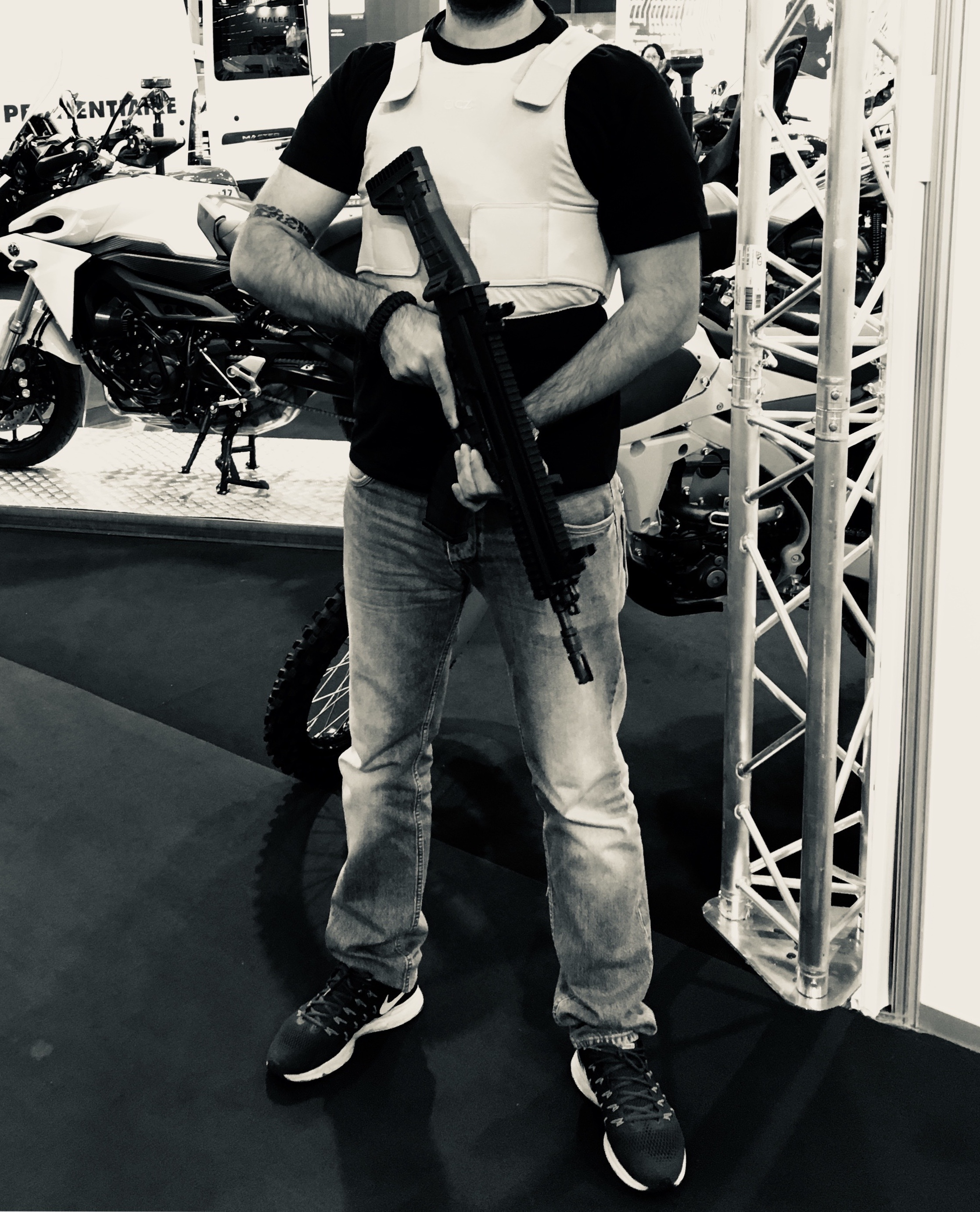
Sujet équipé d’un gilet CZ 4M VIP et d’un fusil d’assaut CZ BREN 2

Le fabricant CZ possède plusieurs équipes de tir dont une équipe IPSC pistolet. Depuis 1996, Česká zbrojovka a.s. soutient l'IPSC en tant que l'un de ses principaux sponsors pour les Championnats du monde, d'Europe et les championnats continentaux.